# Долње Добравице
Долње Добравице (словен. Dolnje Dobravice) су насељено место у општини Метлика, регија Југоисточна Словенија, Словенија.

## Историја
До територијалне реорганизације у Словенији било је у саставу старе општине Метлика.

## Становништво
У попису становништва из 2011. године, Долње Добравице је имало 80 становника.
| Број становника према пописима | Број становника према пописима | Број становника према пописима |
| ------------------------------ | ------------------------------ | ------------------------------ |
| 1991                           | 2002                           | 2011                           |
| 50                             | 56                             | 80                             |